# 細條擬小眼唇魚
細條擬小眼唇魚為輻鰭魚綱鱸形目隆頭魚亞目隆頭魚科的其中一種，分布於中西太平洋區，從菲律賓南部至帛琉海域，棲息深度5-15公尺，體長可達6.5公分，棲息在沿海珊瑚生長的礁石區，以片腳類及浮游生物為食，生活習性不明。